# Kostel svatého Josefa (Stárkov)
Kostel svatého Josefa ve Stárkově je postaven na okraji svahu a ke hlavním vstupním dveřím vedou kamenné schody. Nad vstupními dveřmi je hluboká nika, ve které stojí socha svatého Josefa. Kostel je chráněn jako kulturní památka České republiky.

## Historie kostela
Původní dřevěný kostel z roku 1321 byl zasvěcen sv. Barboře. Současný barokní kostel byl postaven v letech 1654-1662. V roce 1668 byl kostel poškozen požárem a tehdejší farář Zachariáš Ruther nechal zesílit stavbu opěrnými pilíři. Věž byla přistavěna v roce 1765. Z boku kostela jsou vsazeny náhrobní kameny Čertorejských z Čertorej. Uvnitř kostela je hrobka rodu. Před kostelem je dřevěná roubená patrová fara připomínaná roku 1581.

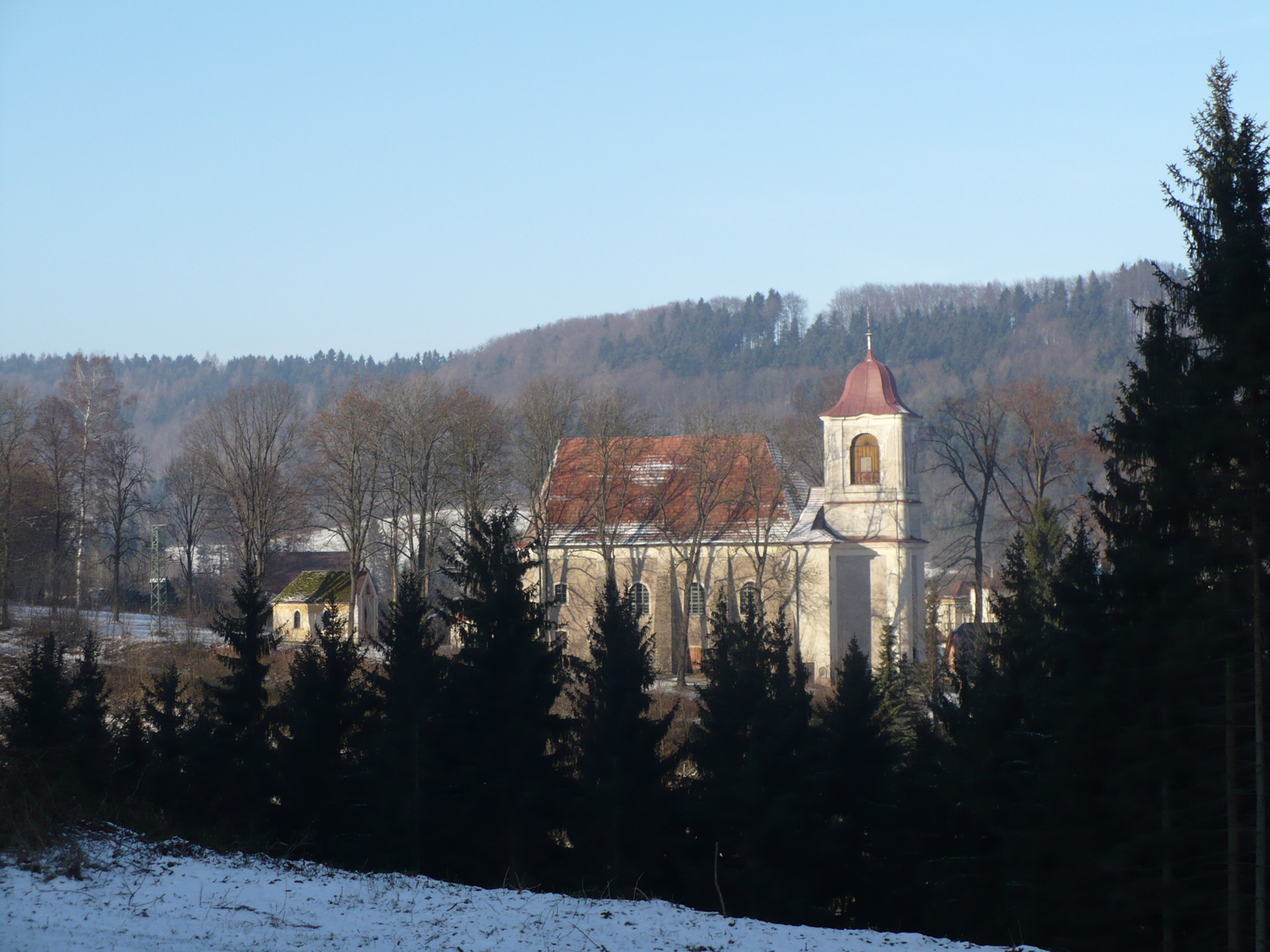
Kostel